# Matrice de Vandermonde
En algèbre linéaire, une matrice de Vandermonde est une  matrice avec une progression géométrique dans chaque ligne. Elle tient son nom du mathématicien français Alexandre-Théophile Vandermonde.
De façon matricielle, elle se présente ainsi : 
{\displaystyle V={\begin{pmatrix}1&\alpha _{1}&{\alpha _{1}}^{2}&\dots &{\alpha _{1}}^{n-1}\\1&\alpha _{2}&{\alpha _{2}}^{2}&\dots &{\alpha _{2}}^{n-1}\\1&\alpha _{3}&{\alpha _{3}}^{2}&\dots &{\alpha _{3}}^{n-1}\\\vdots &\vdots &\vdots &&\vdots \\1&\alpha _{m}&{\alpha _{m}}^{2}&\dots &{\alpha _{m}}^{n-1}\\\end{pmatrix}}}
Autrement dit, pour tous i et j, le coefficient en ligne i et colonne j est {\displaystyle V_{i,j}={\alpha _{i}}^{j-1}.}
Remarque.
Certains auteurs utilisent la transposée de la matrice ci-dessus.

## Inversibilité
On considère une matrice V de Vandermonde carrée (m=n). Elle est inversible si et seulement si les αi sont deux à deux distincts.

## Déterminant
Le déterminant d'une matrice {\displaystyle n\times n} de Vandermonde ({\displaystyle m=n} dans ce cas) peut s'exprimer ainsi,
{\displaystyle \det(V)=\prod _{1\leq i<j\leq n}(\alpha _{j}-\alpha _{i})}.

## Applications
La matrice de Vandermonde et le calcul de son déterminant sont utilisés en interpolation polynomiale.
Un cas particulier de matrice de Vandermonde apparaît dans la formule de la transformée de Fourier discrète, où les coefficients {\displaystyle \alpha _{1},\dots ,\alpha _{m}} sont des racines complexes de l'unité.